# Слава Балбек
Слава Балбек — український архітектор, дизайнер і волонтер. У 2018 році співзаснував майстерню архітектури та дизайну інтер'єру balbek bureau, проєкти якої отримали міжнародні відзнаки Interior Design Best Of Year, Hospitality Design Awards, Dezeen Awards та інші.
У лютому 2022 року співзаснував благодійну організацію «Київ Волонтерський», яка надає допомогу військовим і цивільному населенню.
Слава також є співвласником трьох кафе в Києві.

## Кар'єра
Слава закінчив Київський національний університет будівництва і архітектури за спеціальністю «Дизайн архітектурного середовища». У 2007 році, на шостому курсі навчання, разом з Ольгою Богдановою заснував студію 2b.group. За 11 років існування студії було втілено різні проєкти, багато з яких отримали міжнародні нагороди.
У 2016 році Слава запустив «АРХІКУРС», який просуває креативний підхід до сучасної архітектури та дизайну, а у 2017 створив меблевий бренд propro.
У 2018 році, після реструктуризації 2b.group, Слава з партнером Борисом Дороговим заснували balbek bureau. Слава обіймає посаду CEO та артдиректора: як CEO він визначає напрям подальшого розвитку компанії, як артдиректор — розробляє дизайн-концепції проєктів. З початку повномасштабного вторгнення Росії разом з командою бюро створив низку соціальних ініціатив RE:Ukraine System у відповідь на виклики війни.

## Знакові проєкти
- Banda, офіс креативної агенції, Київ, Україна, 2016—2018[7]
- Bursa, бутик-готель, Київ, Україна, 2018[8]
- 906 World, культурний центр, Сан-Франциско, США, 2018[9]
- Kyiv Food Market, фуд-хол, Київ, Україна, 2019[10]
- Молодість, ресторан, Київ, Україна, 2019
- Тайський Привіт, ресторан, Київ, Україна, 2019
- Zweig, бар, Київ, Україна, 2020[11]
- Grammarly, офіс IT-компанії, Київ, Україна, 2020[12]
- Darron, маркетинг-центр, Циндао, Китай, 2020
- 6:19, тату-салон, Київ, Україна, 2020
- Say No Mo, салон краси, Київ, Україна, 2020[13]
- Lumberjack, готель, Сонора, США, 2021
- MAO, китайський ресторан, Харків, Україна, 2022[14]
- Home. Memories, артінсталяція, Антарктида, 2022—2023[15]

## Нагороди
- 2019 Elle Decoration International Design Awards Ukraine, «Дизайнер року»[16]
- 2020 Interior Design Best of Year, «Best of Year Rising Star»[17]

## Волонтерська діяльність
У лютому 2022 року, у перші дні повномасштабного вторгнення Росії в Україну, Слава разом Олександром Боровським заснували благодійну організацію «Київ Волонтерський». Протягом перших місяців війни організація щодня годувала тисячі людей: Збройні Сили України, сили ТрО Києва, Національну поліцію, дитячі будинки, лікарні, шпиталі, пологові будинки та окремих громадян, які потребували допомоги.
Поштовхом до створення «Києва Волонтерського» стали залишок продуктів на кухнях закладів Слави та Сашка й нагальна потреба у теплій їжі для військовиків. Перші дні продукти й необхідні матеріали надавали партнери та друзі засновників. Згодом попросили інших рестораторів відкрити свої кухні або віддати залишки продуктів, щоб підсилити ініціативу. Згодом заклади харчування стали взаємодіяти та утворили мережу.
З 2023-го року є командиром добровольчого військового підрозділу «Баракуда».

## Хобі
До повномасштабного вторгнення вільний від роботи час Слава присвячував спорту: він триатлоніст Ironman, кандидат у майстри спорту з боксу та плавець, який двічі подолав Босфор.
Маючи досвід проєктування десятків кафе та ресторанів, Слава завжди хотів спробувати себе у сфері гостинності. Він засновник та співвласник «Дилетанта», «Дублера» та «Міської їдальні» — трьох закладів у Києві.